# Баламутівська сільська рада (Ружинський район)
Баламутівська сільська рада — колишня адміністративно-територіальна одиниця та орган місцевого самоврядування в Ружинському районі Бердичівської округи, Київської та Житомирської областей Української РСР з адміністративним центром у селі Баламутівка.

## Населені пункти
Сільській раді на час ліквідації були підпорядковані населені пункти:
- с. Баламутівка

## Населення
Відповідно до перепису населення СРСР, на 17 грудня 1926 року чисельність населення ради становила 2 352 особи, з них за статтю: чоловіків — 1 098, жінок — 1 254; етнічний склад: українців — 2100, росіян — 22, євреїв — 18, поляків — 197, інші — 15. Кількість домогосподарств — 562, з них, несільського типу — 50.

## Історія та адміністративний устрій
Створена 1923 року в с. Баламутівка Ружинської волості Бердичівського повіту Київської губернії. 7 березня 1923 року увійшла до складу новоствореного Ружинського району Бердичівської округи. Станом на 17 грудня 1926 року на обліку в раді перебувають хутір Мостище та лісова сторожка Площанська.
Станом на 1 вересня 1946 року сільська рада входила до складу Ружинського району Житомирської області, на обліку в раді перебувало с. Баламутівка.
Ліквідована 11 серпня 1954 року, відповідно до указу Президії Верховної ради УРСР «Про укрупнення сільських рад по Житомирській області», територію та с. Баламутівка включено до складу Ружинської сільської ради Ружинського району Житомирської області.